# Inmigración venezolana en Portugal
La inmigración venezolana en Portugal es una corriente migratoria relativamente nueva, la cual va en aumento, haciendo de los venezolanos uno de los grupos migratorios más numerosos y de más rápido crecimiento en el país europeo. 
Esta corriente migratoria es particular, ya que es, principalmente, una "migración de retorno". Esto se debe a que la mayoría de los ciudadanos venezolanos en Portugal son asimismo portugueses, o descendientes de portugueses, que emigraron primero hacia Venezuela durante el siglo XX, y que ahora éstos, y/o sus descendientes, retornan a tierras lusas, debido principalmente a la frágil situación económica y social que atraviesa el país sudamericano. Debido a estos lazos sanguíneos, muchos luso-venezolanos están en condiciones de solicitar la ciudadanía y pasaporte portugués.

## Historia
Durante más de un siglo, Venezuela fue uno de los principales destinos hacia donde emigraban los portugueses, siendo la tercera comunidad europea más numerosa en Venezuela, tras la española y la italiana. 